# Du bleu jusqu'en Amérique
Du bleu jusqu'en Amérique è un film del 1999 diretto da Sarah Lévy.

## Trama
Il film racconta la storia di Camille, costretto a vivere per alcune settimane in un centro di riabilitazione dopo un grave incidente.

## Riconoscimenti
- 2000 - Festival di Cabourg
  - Swann d'oro alla miglior rivelazione femminile: Marion Cotillard